# Fazakas-Koszta Tibor
Fazakas-Koszta Tibor (Korond, 1966. április 29.–) erdélyi származású magyar festőművész, grafikus. Eredeti neve Fazakas Tibor, művésznevét Fazakas Tibor szintén erdélyi származású grafikus iránti tiszteletből változtatta meg.

## Életrajz
1966-ban született Korondon. Művészeti tanulmányait Székelyudvarhelyi Művészeti Iskolában, majd a Marosvásárhelyi Művészeti Líceumban végezte grafika szakon. Itt Molnár Dénes és Bordi Géza tanítványa volt.
1990-ben áttelepült Magyarországra. A Budapest Film Vállalat grafikusaként dolgozott, 1991-től szellemi szabadfoglalkozású művész.
Tagja volt az ÁJIN csoportnak, a Fiatal Képzőművészek Stúdiójának. Tagja a Magyar Alkotóművészek Országos Egyesületének, az Unitárius Alkotók Társaságának és a Spanyolnátha művészeti folyóirat körének. 
1982-től vesz részt hazai és külföldi kiállításokon. Első egyéni kiállítása 1983-ban az Apolló Galériában Marosvásárhelyen nyílt, ezt követte számos egyéni és csoportos tárlat.

## Egyéni kiállítások
- 1983, 1984 • Apolló Galéria, Marosvásárhely
- 1985-87 • Nagyszalontai Galéria
- 1991 • Tuzson-Berczeli Péterrel Chagall Galéria
- 1992 • Vízivárosi Galéria, Budapest
- 1993 • Redwood City, Los Altos (USA)
- 1995 • Artel Galéria
- 1996 • Művelődési Ház, Dány
- 1997 • Jelek szövetsége, Arten Stúdió
- 1998 • Kilátó Galéria
- 1999 • Centoral - Budapest
- 2001 • Arten Studió - Budapest
- 2002 • Magma Galéria - Budapest
- 2006 • Arten Galéria - Budapest
- 2007 • Dány, Művelődési Ház galériája
- 2008 • Arten Galéria - Budapest
- 2009 • Levendula Galéria - Gödöllő
- 2010 • "Terza Saletta" Ybl Palota, Pesti Lámpás Étterem és Kávéház, Budapest
- 2012 • Budapest-Fasori Evangélikus Egyházközség - Budapest
- 2013 • Levendula Galéria - Gödöllő
- 2014 • Szent és profán - Szoboszlai Galéria, Szolnok • Elrejtés-felfedés - Pál Art Gallery, Csíkszereda
- 2015 • Korondi Képtár - Páll Lajos Művelődési Ház, Korond
- 2016 • Piknik - Levendula Galéria, Gödöllő
- 2018 • Találkozások – Hal Köz Galéria, Debrecen
  - Kézen-Lét – Marosvári Kata képzőművésszel, Origó bemutatóterem, Székesfehérvár
  - Festmény és film – Fazakas Bálint animáció művésszel, Művelődési Központ, Dány

## Válogatott csoportos kiállítások
- 1982 • Nemzetközi Humorgrafikai Tárlat, Costinești (RO)
- 1982-83 • Unio Galéria, Marosvásárhely
- 1983 • Dalles Terem, Bukarest
- 1986-88 • Grafikai Tárlat, Nagyszalonta
- 1987-88 • Megyei Tárlat, Nagyvárad
- 1992 • Stúdió '92, Ernst Múzeum, Budapest • VI. Salgótarjáni Rajzbiennálé • ÁJIN Csoport, Kossuth Lajos Tudományegyetem, Debrecen • Kortárs Művészet, Körcsarnok, Budapest • Kisgrafika '92, Újpest Galéria, Budapest • Kossuth Napok '92 • AJIN Csoport, Marczibányi Művelődési Ház, Budapest
- 1993 • Imatra • Nurmesz • Kuopio (FIN) • XXII. Salgótarjáni Tavaszi Fesztivál • I. Országos Pasztell Biennálé, Esztergom • Schloss Mitterssill (A) • Stúdió '93, Budapest Galéria, Budapest
- 1994 • Budapesti Art Expo '94, Hungexpo • VII. Salgótarjáni Rajzbiennálé • Kisgrafika '94, Budapest • Stúdió '94, Budapest
- 1995 • Székesfehérvár öröksége • Stúdió '95, Budapest
- 1996 • Artel Galéria, Budapest • Kisgrafika '96, Újpest Galéria, Budapest • Bank Center, Budapest
- 1998 • Budapesti Art Expo '98, Műcsarnok, Budapest
- 1999 • Hortobágyi Művésztelep, Moldvay Gy. Galéria, Hatvan.
- 2004 • Computer Grafikai Art biennálé - Rzeszow (Lengyelország)
- 2006 • Computer Grafikai Art biennálé - Rzeszow (Lengyelország)
- 2008 • Önök Kerték - Spanyolnátha
- 2008 • Égi látomás - Tóalmás Galéria
- 2008 • Platán Étterem - Veress Enéh szobrászművésszel
- 2009 • "Nagyevők avagy boldog Buffók" Miskolci Galéria, Színháztörténeti és Színész múzeum
- 2009 • Bartók+Bécs - Légyott - Miskolc
- 2009 • "Mini" -Gömb Csoport, Gödöllő
- 2009 • XX. Miskolci Téli Tárlat
- 2010 • "Szinergia" Kilátó Galéria - Margitsziget Víztorony - Budapest
- 2010 • Hungarikonok, Eger- Vármúzeum, Dobó bástya, Bécs - Collegium Hungaricum, Ungart Galeria, Keszthely - Helikon Kastélymúzeum
- 2012 • Barokk után - Gödöllő
- 2013 • Angyalok - Kecskemét
- 2013 VI. Kortárs Keresztény Ikonográfiai Biennálé - Cifrapalota, Kecskemét • Szabadka és Gödöllő szecessziós városok - Városháza, Szabadka • Ars Sacra - Bartók Béla Unitárius Templom, Budapest • Négy elem - Budapest, Szentendre • Ezüstgerely - Sportmúzeum, Budapest
- 2014 • Levendula Galéria csoportos kiállítása - Bernády Ház, Marosvásárhely • Hungarikonok - Várnegyed Galéria, Várkert Bazár, Budapest • Labirintus - MűvészetMalom, Szentendre • Víz - Udvarház Galéria, Veresegyház
- 2015 • VII. Kortárs Keresztény Ikonográfiai Biennálé - Cifrapalota, Kecskemét • Víz - Ladócsy Műterem Galéria, Aszód • Ars Sacra - Bartók Béla Unitárius Templom, Budapest • Harmónia - MűvészetMalom, Szentendre
- 2016 • VIII. Kortárs Keresztény Ikonográfiai Biennálé - Cifrapalota, Kecskemét
- 2017 • Kunstmix Galerie, Bréma 
  - Luther kincse – Hálózat – Miskolc, Hernádkak
- 2018 •  Galleria d’Arte Rettori Tribbio, Trieszt 
  - IX. Kortárs Keresztény Ikonográfiai Biennálé - Cifrapalota, Kecskemét
  - Querbeet 7 - Kunstmix Galerie, Bréma
  - Scope Basel, Bázel
  - Nyílt – Ti – Tok, Miskolc Galéria
- 2019 • Harmadnapra – Erdős Renée Ház, Budapest 
  - Evezz a mélyre – Tihanyi Bencés Apátság
  - Dimenziók – Reök-palota, Szeged
  - A táj – Udvarház Galéria, Veresegyház
- 2020 • 30. Mostra del Piccolo Formato – Galleria d’Arte Rettori Tribbio, Trieszt 
  - Keresztmetszet 2 – Pesterzsébeti Múzeum – Gaál Imre Galéria, Budapest
  - Szent vendégség – Cifrapalota, Kecskemét;
  - Faludi Galéria, Párbeszéd Háza, Budapest
- 2021 • 21. Légyott – Thália-ház, Miskolc 
  - Horizont – Reök-palota, Szeged
  - Vidám Páva – Tompa Mihály Kultúrkert és Alkotóház, Hernádkak

## Közgyűjteményekben szereplő művei
- Angyalok tánca (olajfestmény, vászon, 1993, Dány, Közösségi Ifjúsági Ház)
- Nagyevők avagy boldog Buffók-Színháztörténeti és Színészmúzeum, Miskolc, 2009
- Hungarikonok(Kárpáti Tamás gyűjteménye), Budapest  
  - Megérdemelt pihenő,Szécsi Zoltán sapkája (festmény, 2009)
  - Metszetek-Bay Béla (festmény, 2018)
- Korondi Képtár
  - Álom (festmény, 2013)
  - Zsuzsanna és a vének (festmény, 2014)
- Kecskeméti Katona József Múzeum, Képzőművészeti Gyűjtemény
  - Tengelice (festmény, 2015)
  - Csendélet-No.6 (festmény,2019)
- Szent Jakab templom, Dány
  - Szenteltvíztartók (négy festmény, 2016-17)
- Polgármesteri Hivatal, Dány
  - MC (akrilfestmény, vászon, 1996)
  - Dányi látkép (festmény, 2017)
- Marcelland Nemzetközi Művészeti Gyűjtemény, Hernádkak
  - Légyott-illusztrációk 2009-től, Spanyolnátha művészeti program
- Vidám Páva-Tompa Mihály Kultúrkert és Alkotóház, Hernádkak
  - Tompa, páva, Rousseau+én (festmény, 2021)

## Díjai
- Magyar Ezüst Érdemkereszt (2023)